# Vampire: The Eternal Struggle
Vampire: The Eternal Struggle, ursprünglich veröffentlicht als Jyhad, ist ein Sammelkartenspiel angesiedelt in der World of Darkness. Es wird seit April 2018 von Black Chantry Productions aufgelegt.
Das Spiel wurde 1994 von Richard Garfield designt. Als erster Nachfolger seines erfolgreichen Sammelkartenspiels Magic: The Gathering, wollte er beweisen, dass Spiele dieses Genres so unterschiedlich wie Brettspiele sein können. 1995 wurde das Spiel von Jyhad in Vampire: The Eternal Struggle umbenannt, um sich von dem islamischen Begriff Jihad abzugrenzen. Nach der 1996 erschienenen Sabbat-Erweiterung stoppte Wizards of the Coast das Spiel und 2000 übernahm White Wolf die Weiterentwicklung. Zusammen mit Magic: the Gathering ist es eines der ältesten Sammelkartenspiele.
Richard Garfield merkte an, dass die Erfahrungen, die er mit Magic: the Gathering machte ihm halfen, das Spieldesign zu verbessern. In einem Interview mit Robert Goudie verwies Garfield auf explizite Mehrspielerregeln (3+), das Weglassen der "Länderkarten" und ein schnellerer Mechanismus zum Karten ziehen (Karten werden normalerweise direkt nach dem Ausspielen nachgezogen).